# Zabijak (Liptowskie Kopy)

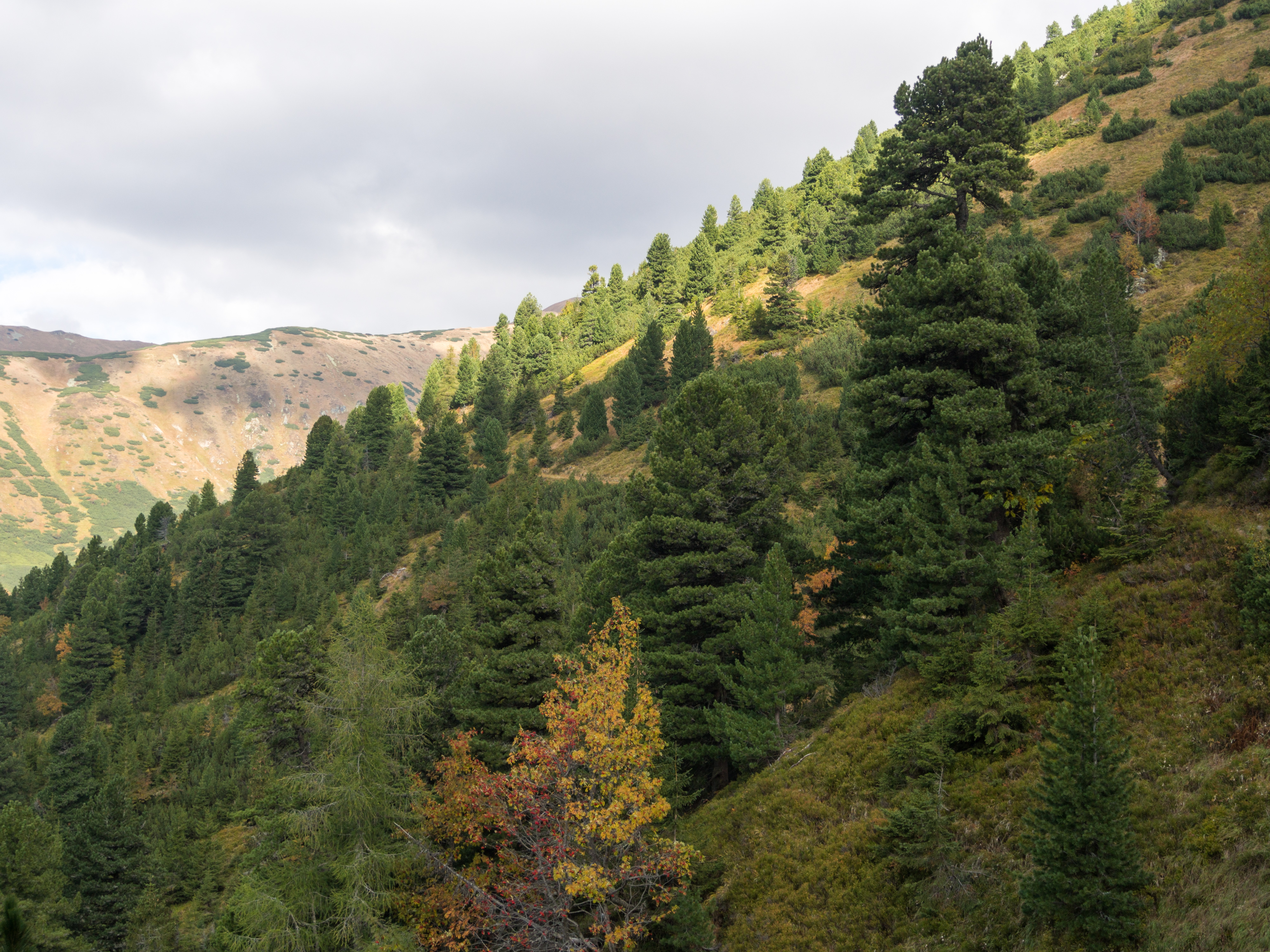
Limby w żlebie opisanym jako Zabijak przez Władysława Cywińskiego

Zabijak (słow. Zabiják) – żleb w Liptowskich Kopach w słowackich Tatrach. Wcina się w południowo-zachodni grzbiet Krzyżnego Liptowskiego i opada do dna Doliny Koprowicy. Spływa nim potok Zabijak. Żleb Zabijak jest jednym z czterech wielkich żlebów tego ramienia Krzyżnego Liptowskiego. W kolejności od góry w dół są to: Czerwone Korycisko, Zabijak, Pośredni Żleb i Skryte Korycisko. Zimą schodzą nimi lawiny. Żleb przecina ścieżka Zachodniej Obwodnicy, ale Liptowskie Kopy to obszar ochrony ścisłej Tatrzańskiego Parku Narodowego z zakazem wstępu.
Władysław Cywiński w przewodniku wspinaczkowym Tatry. Szpiglasowy Wierch jako Zabijak przedstawił duży żleb sąsiadujący bezpośrednio z Czerwonym Koryciskiem, na co wskazują opisy przebiegu ścieżek. Rośnie w nim wiele dużych limb, z których największa ma 6 m obwodu. Żleb ów odgałęzia się od dna Doliny Koprowicy na wysokości 1341 m i na mapach pozostaje bez nazwy, natomiast zaznaczany w opracowaniach kartograficznych Zabijak (którego połączenie z Koprowicą znajduje się na wysokości 1182 m) opisany jest w przewodniku Cywińskiego pod nazwą Skryte Korycisko.